# Seis de Sharpeville
Os Seis de Sharpeville refere-se ao grupo de seis manifestantes sul-africanos condenados pelo assassinato do vice-presidente de Sharpeville, Kuzwayo Jacob Dlamini, pelo qual foram sentenciados à morte.

## História
A 3 de setembro de 1984, uma marcha de protesto em Sharpeville tornou-se violenta após alguns elementos da multidão atirarem pedras à residência de Kuzwayo Jacob Dlamini, tendo este respondido com o disparo de uma arma. Esta resposta provocou, por sua vez, um motim que desembocou no seu assassinato. Mojalefa Sefatsa, Theresa Ramashamola, Reid Mokoena, Oupa Diniso, Duma Khumalo e Francis Don Mokhesi foram presos nos meses seguintes, considerados culpados de homicídio segundo a doutrina do « Propósito Comum»  e condenados à morte por enforcamento a 12 de dezembro de 1985. Christian Mokubung e Gideon Mokone receberam também condenações de oito anos de prisão. Todos foram representados pelo advogado Prakash Diar. 
Estas condenações foram amplamente condenadas pela comunidade internacional como sendo ilegais e racistas, particularmente através das Resoluções 610 e 615 do Conselho de Segurança das Nações Unidas. Dois dos juristas que analisaram o caso afirmaram tratar-se de um «crime contra a humanidade». Na comunidade jurídica sul-africana, as opiniões eram mistas. Uma sondagem realizada pelo jornal The Star a onze professores de direito mostrou que cinco apoiavam a execução, enquanto seis se opunham – destes seis, quatro levantaram a perspetiva de reformas legais, enquanto que os dois restantes observaram que o caso «cheira a simples vingança».  Um professor foi enviado a Londres para defender a posição do governo sul-africano sobre o assunto. No entanto, numa conferência de imprensa, afirmou que não tinha lido o registo do julgamento, mas insistiu que não teria havido qualquer erro judiciário e que «todos os argumentos tinham sido ouvidos». 
No dia seguinte à adoção da Resolução 610 do Conselho de Segurança, um tribunal sul-africano concedeu uma suspensão de um mês à execução da sentença. Dos seis condenados, apenas quatro recorreram e os outros dois indicaram que prefeririam ser executados.  O apelo foi rejeitado em junho de 1988, facto que foi condenado pelo Conselho de Segurança na Resolução 615; no entanto, a pressão exterior acabaria por levar à comutação das sentenças de todos os condenados para entre 18 a 25 anos de prisão pelo então presidente, Pieter Willem Botha. 
Com a queda do apartheid, os primeiros membros dos Seis de Sharpeville, Diniso e Khumalo, foram libertados em 10 de julho de 1991, seguidos por Ramashamola e Mokoena em 13 de dezembro de 1991, e os dois últimos, Mokhesi e Sefatsa, libertados a 26 de setembro de 1992. 